# Lurdusaurus
A Lurdusaurus (nevének jelentése 'súlyos gyík') a nagyméretű ornithopoda dinoszauruszok egyik neme, amely a kora kréta kor apti korszakában élt, mintegy 121–112 millió évvel ezelőtt.

## Felfedezés és elnevezés
1965-ben Philippe Taquet Nigerben, a Tenere területén felfedezte egy euornithopoda részleges maradványait. 1988-ban Souad Chabli a disszertációjában az állat számára megalkotta a „Gravisaurus tenerensis” nevet. Ez a nomen ex dissertatione azonban érvénytelen név maradt mindaddig, amíg nem publikálták leírással együtt. Mivel Chabli elhagyta az őslénytan területét, a típusfajt, a Lurdusaurus arenatust Taquet és Dale Russell nevezte el 1999-ben. A nem neve a latin a gravisszal azonos jelentésű lurdus (nehéz) szóból származik. A fajnév, az arenatus jelentése 'homokos' (a tenerensishez hasonlóan), a Tenere sivatagra utalva.
A MNHN GDF 1700 katalógusszámú holotípus a késő apti–kora albai alkorszakok idején keletkezett Elrhaz-formáció rétegeiből került el. Egy részleges csontvázból áll, amihez egy töredékes koponya tartozik.

## Anatómia

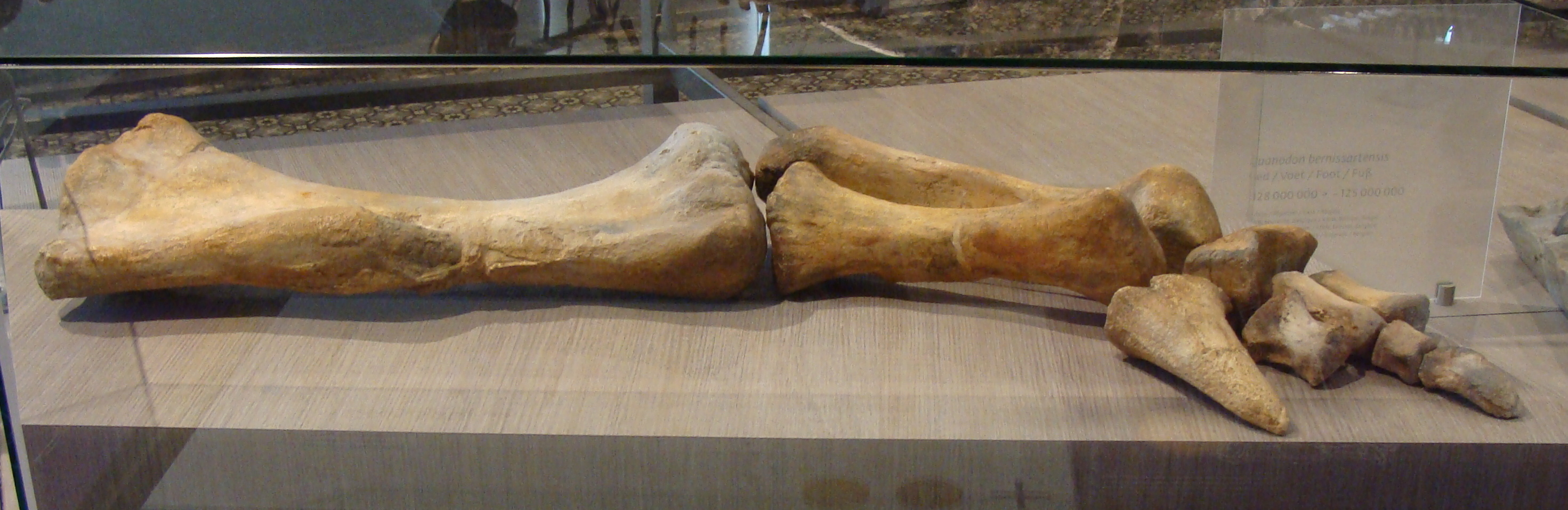
A Lurdusaurus mellső lába a Természettudományok Belga Királyi Intézetében (Institut Royal des Sciences naturelles de Belgique)

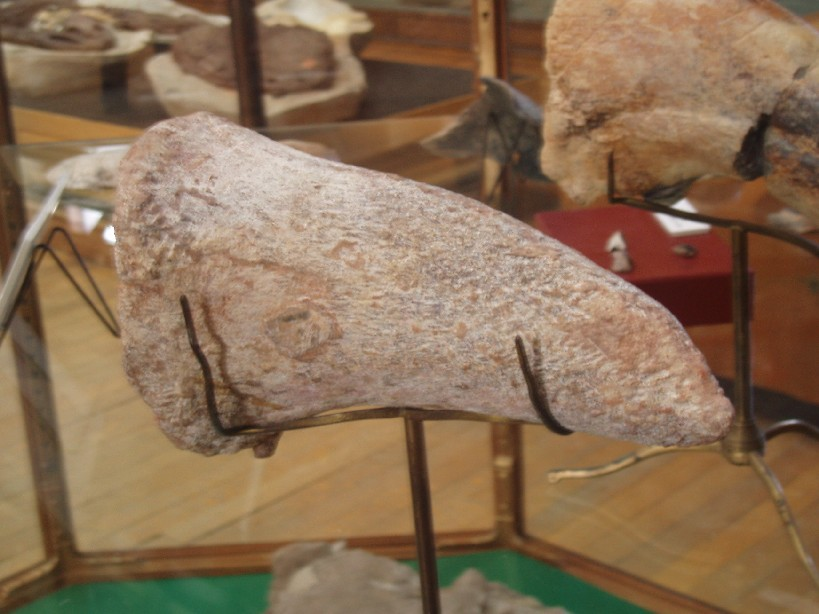
A Lurdusaurus arenatus hüvelykujj tüskéje

A Lurdusaurus igen nehéz felépítésű állat volt. Taquet a testhosszát 9 méterre, az addig ismert leghosszabb húsevő dinoszauruszénál, a Spinosaurusénál 40%-kal rövidebbre becsülte, bár a tömege hasonló 5,5 tonna körüli lehetett. 2010-ben Gregory S. Paul kisebb értékeket, 7 méteres testhosszt és 2,5 tonnás tömeget valószínűsített. A rövid hátsó lábak miatt az állat törzse jellegzetesen alacsonyan helyezkedett el, a gyomra a talajtól 0,71 méterre lehetett, a mellkasa rendkívül kiszélesedett, a nyaka meglehetősen hosszú volt, elérte az 1,6 métert, míg a farka aránylag rövidebb volt, mint a többi euornithopodáé. Sok más nagytermetű bazális iguanodontiához hasonlóan a mellső lábai igen erőteljesek voltak, a legbelső ujjukon egy kúpos karom helyezkedett el, ami feltehetően védekezésre szolgált. A széles, megrövidült kézfejek az állat tömegének szállításához adaptálódtak. A lábfejek szokatlan felépítésűek voltak, a lábközépcsontok között a lábujjaikat szétterpeszteni képes állatokra jellemzően hiányzott a szilárd kapcsolat, ez az elrendezés, ami egy talppárna jelenlétét is jelzi, meggátolta a gyors futást.
Emiatt a testfelépítés a többi ornithopodához hasonlítva meglehetősen szokatlan, a leírást elkészítő Taquet és Russell kijelentették, hogy az állat felszínesen egy ankylosaurusra hasonlít. Thomas R. Holtz, Jr. a zömök testfelépítés, a rövid lábak és a szétterpeszthető lábujjak alapján vízi vagy félig vízi, vízilószerű életmódra következtetett.

## Ősbiológia

### Védelem
Erős és nyilvánvalóan esetlen felépítése miatt a Lurdusaurus nagy valószínűséggel lassú mozgású, nem a sebességhez alkalmazkodott állat volt, amely valószínűleg nem volt képes gyorsan visszavonulni a ragadozók elől. Bár alacsonyan elhelyezkedő törzse meggátolta a nagy sebességű futásban, mélyen levő tömegközéppontja lehetővé tette, hogy gyorsan szembeforduljon a támadójával. Hüvelykujj karma félelmetes fegyver lehetett, végzetes sérülést okozhatott egy ragadozó számára, ha az állatot a csapás a nyakán vagy az oldalán találta el.

### Kortárs dinoszauruszok
A Lurdusaurus kortársa volt a különös nagyméretű theropoda, a Suchomimus, amely egyesek szerint a valamivel korábban, Angliában élt Baryonyx szinomimája és a szimpatrikus magas tövisnyúlványú csigolyáiról nevezetes Ouranosaurus. Az allosauroidea theropodák közé tartozó Eocarcharia és az abelisauroidea Kryptops maradványai szintén megtalálhatók Niger apti korszakbeli rétegeiben.

## Fordítás
- Ez a szócikk részben vagy egészben a Lurdusaurus című angol Wikipédia-szócikk ezen változatának fordításán alapul.  Az eredeti cikk szerkesztőit annak laptörténete sorolja fel. Ez a jelzés csupán a megfogalmazás eredetét és a szerzői jogokat jelzi, nem szolgál a cikkben szereplő információk forrásmegjelöléseként.